# Городище (Ніжинський район)
Городи́ще — село в Україні, у Батуринській територіальній громаді Ніжинського району Чернігівської області. Населення становить 696 особу (на 2020 рік).

## Географія
Село розташоване на березі річки Доч. На захід від села знаходиться ботанічний заказник місцевого значення Лозки.

## Історія
Точних відомостей про заснування села нема, є версія, що село було засноване ще у XII столітті.
Писемна згадка про село Старе Городище на річці Бахмач датована 1654 роком. Тоді у селі знаходилася дерев'яна Воскресенська церква.
У 1654-1782 село входило до складу Бахмацької сотні Ніжинського полку Війська Запорозького.
З 1661 року село належало Чернігівському Іллінському монастирю.
В період гетьманування Івана Мазепи (1687—1708) село Городище належало до батуринської ратуші. Потім відійшло гетьманові Івану Скоропадському «на кухню і булаву». Згодом ним володів зять гетьмана, ніжинський полковник граф Олексій Толстой. При ньому, у 1725 році в Городищі налічувалося 168 дворів.
Після скасування полково-сотенного устрою село входить до Конотопського повіту, який 27 лютого 1802 року увійшов до складу Чернігівської губернії.
Згідно ревізії 1834 року в селі налічувалося 870 чоловіків і 960 жінок, а по ревізії 1850 року — чоловіків 460, а жінок — 932.
На 1866 рік в селі налічувалося 295 дворів з населенням 2655 осіб, а в 1897 році — 692 двори з населенням 4156 осіб.

### Школа
Після 1861 року в селі збудовано земську школу. Це була звичайна, на дві половини, хата під соломою, яку посередині переділяли сіни. В одній половині проводилося навчання і вміщувалося до 30 учнів, а в другій — квартира вчителя і комора.
У 1880 році було збудовано нове приміщення двокласної земської школи. В ній було три групи навчання. В першій і другій навчалося до 80 учнів, а в третій 15—20 учнів. Третю групу готували до іспитів.
У 1902 році збудовано церковно-приходську школу біля церкви на 70—80 учнів. 
Ще в 1881 році Воскресенська церква була перебудована і освячена на честь Різдва Пресвятої Богородиці. Церква була зроблена з дерева і мала п'ять куполів і дзвіницю. Вона проіснувала до 1936 року, а в 1936 році, згідно директив радянської влади, активісти села зруйнували церкву; пізніше на її фундаменті споруджено сільський клуб. 
У 1910—1911 роках збудовано нове дерев'яне приміщення школи. Разом з ним був побудований і будинок для вчителів.

### ХХ століття
Село було ареною боїв між української армією та більшовицькими окупантами в лютому 1918 року. Після остаточної окупації більшовиками були розграбовані та розподілені між колаборантами поміщицькі землі. 1929 проведено примусову колективізацію у так званий колгосп, проте козаки чинили ефективний збройний опір. Зокрема, було страчено злісного колаборанта з московським режимом Миколу Томишка, якого комуністи поставили на чолі сільради. Про це була розгорнута публікація журналіста Петра Носенка в округовій конотіпській газеті «Селянські вісті» (Носенко П. Г. Пострілом з обріза  — соціалістичного наступу глитайні не зупинити! / П. Носенко // Селянські вісті. — 1929. — 29 вересня. Сторінка про загибель голови Городищенської сільради Миколи Григоровича Топишка).
З 1930 по 1938 рік на території Городищенської семирічної школи діяла відома на всю Україну агростанція.
У часи війни було спалено 43 будівлі.
18 березня 1943 року на території колгоспу «14-річчя Жовтня» в клуні спалили 89 людей із сіл Городище, Пальчики, Головеньки, Обмачеве та Нові Млини.
Під час звільнення села радянською армією загинуло 250 бійців. 12 вересня 1943 року місцеві поховали полеглих воїнів на місці боїв. У 1950 році їхні рештки були перепоховані в братській могилі в колгоспному саду. А в 1954 році останки всіх полеглих воїнів були перенесені в центр села, на територію сільського клубу, де перепоховані, а на місці поховання згодом було споруджено пам'ятник.
В 1950 році в селі було проведено об'єднання колгоспів: із 5-ти було утворено два: імені Петровського і «Червоний лан».
У роки семирічки 1959—1966 років продовжувалося укрупнення колгоспів. 1 березня 1960 року обидва колгоспи було об'єднано в колгосп «Зоря комунізму», а головою було обрано агронома Самченка В. М. Кількість членів колгоспу складала 2862 чоловіки.
Наприкінці 1950-х— початку 1960-х років в селі поліпшилося капітальне будівництво. Було збудовано 15 тваринницьких приміщень, автогараж на 15 автомашин, тракторний парк, нове приміщення контори колгоспу. 1959 року розпочато будівництво типової двоповерхової школи, яке закінчено в 1967 році. Хоч і у важких умовах (відсутність коштів і матеріалів), йшлося зведення будинків колгоспників.
У 1996 році відбулося розпаювання колгоспу. Після цього він став називатися колективним сільськогосподарським підприємством пайовиків (КСПП) «Зоря».
У 1973 році в День Перемоги було відкрито 12-ти метровий обеліск як данина пам'яті земляків, що не повернулися з фронтів Другої світової війни. На ньому викарбувано 266 імен односельчан.
12 червня 2020 року, відповідно до розпорядження Кабінету Міністрів України № 730-р «Про визначення адміністративних центрів та затвердження територій територіальних громад Чернігівської області», увійшло до складу Батуринської міської громади.
19 липня 2020 року, в результаті адміністративно-територіальної реформи та ліквідації Бахмацького району, село увійшло до складу Ніжинського району Чернігівської області.

## Населення

### Мова
Розподіл населення за рідною мовою за даними перепису 2001 року:
| Мова       | Кількість | Відсоток |
| ---------- | --------- | -------- |
| українська | 1219      | 98.94%   |
| російська  | 12        | 0.97%    |
| болгарська | 1         | 0.09%    |
| Усього     | 1232      | 100%     |

## Сучасний стан
- Православна церква Різдва Пресвятої Богородиці (контролюється єпископом РПЦ). Постійного священика немає.
- центр сільської ради, якій підпорядковані села Часниківка і Шумин.
- центральна садиба КСПП «Зоря», яке спеціалізується на вирощуванні зернових і технічних культур
- ТОВ «СП "АГРОДІМ"» (власники сім'я Давиденків)[7][8]
- відділення зв'язку, АТС
- середня загальноосвітня школа, при якій музейна кімната бойової і трудової слави
- медична амбулаторія
- аптека
- Будинок культури на 250 місць
- бібліотека (8,5 тисяч книг)
- два магазини.
- Лозки (заказник)